# Varga Benedek
Varga Benedek (Budapest, 1962 –) magyar történész, levéltáros, kurátor, a Magyar Nemzeti Múzeum főigazgatója (2016. július 1-től 2021. július 31-ig).

## Életpályája
1989-ben az Eötvös Loránd Tudományegyetemen szerezte meg diplomáját történelem-levéltár szakon. Ezután nemzetközi ösztöndíjjal tanulmányokat folytatott Londonban, Cambridge-ben és Wolfenbüttelben. Ezt követően a Semmelweis Orvostörténeti Múzeum, Könyvtár és Levéltár munkatársa, 2000-től főigazgató-helyettese, 2008-tól főigazgatója lett. 2015 januárjától 2021 decemberig az ICOM  Magyar Nemzeti Bizottságának elnöke.
2016. július 1-jétől a Magyar Nemzeti Múzeum főigazgatója. Varga Benedek főigazgatói pályázatának legfontosabb célkitűzése volt, hogy a Magyar Nemzeti Múzeum a magyar történeti és régészeti muzeológia hazai vezető intézményévé, valamint – a nemzetközi szerepvállalás erősítésével – a nemzeti múzeumi világ egyik európai centrumává váljon.
2021 augusztus 1-jétől az MNM Semmelweis Orvostörténeti Múzeum, Könyvtár és Adattár igazgatója.

## Kitüntetése
- A Magyar Érdemrend tisztikeresztje (2021)

## Tanulmányai
- Varga Benedek: Antall József és a Semmelweis Orvostörténeti Múzeum, Könyvtár és Levéltár (Kapronczay Károly szerk.: Orvostörténeti közlemények 218-221. (Budapest, 2012)[5]
- Benedek Varga: Political Humanism And The Corporate Theory Of State: Nation, Patria And Virtue In Hungarian Political Thought Of The Sixteenth Century Whose Love of Which Country?  Composite States, National Histories and Patriotic Discourses in Early Modern East Central Europe Series:  Studies in the History of Political Thought, Volume: 3, Chapter Nine  Volume Editors: Balazs Trencsenyi and Márton Zászkaliczky  (Brill 2010) [6]
- Varga Benedek: A XVI. századi paduai anatómiai kutatások teoretikai háttere. Hatásuk a koraújkor művelődésére A Magyar Tudománytörténeti Intézet Tudományos Közleményei 32. Jubileumi emlékkönyv, Három orvostörténész köszöntése  Tanulmánykötet Birtalan Győző, Karasszon Dénes és Szállási Árpád tiszteletére (Budapest, 2010) [7] [8]
- Medicine within and between the Empires (Habsburg and Ottoman). 17th-20th Centuries, Vienna  Benedek Varga (Semmelweis Museum, Library and Archives, Budapest) : Hungarian Medical Officers in the Middle East during the Great War (2008) [9]
- Varga Benedek: Harmonia corporis   A test, a politika és a szépség a XV-XVI. századi politikai gondolkodásban  Helikon Irodalomtudományi Szemle 2009 / 1-2. - LV. Évfolyam [10]
- Varga Benedek: Egy mítosz születése. A Semmelweis doktrína és a Budapesti Királyi Orvosegyesület [11]
- Varga Benedek: A felizzó kérdések pillanatai (MúzeumCafé 58.)
- Varga Benedek: 1425 nap - A háborús gyermekkor múzeuma Szarajevóban (MúzeumCafé 73.)
- Varga Benedek: Parthenon. Elgin. Hoi polloi (MúzeumCafé 95.)